# Selma Güneri
Selma Güneri, née le 31 janvier 1951 à Istanbul, est une actrice et chanteuse turque. Elle est l'une des figures féminines les plus connues de l'âge d'or du cinéma turc.